# Landry Shamet
Landry Michael Shamet (* 13. März 1997 in Kansas City, Missouri) ist ein US-amerikanischer Basketballspieler.

## Laufbahn
Shamet erhielt dank seiner guten Leistungen in der Mannschaft der Park Hill High School Stipendiumsangebote mehrerer namhafter Hochschulen der ersten Division der NCAA, darunter der Wichita State University, der Kansas State University und der University of Illinois. Er nahm letztlich das Angebot von Wichita State an und gehörte ab dem Spieljahr 2015/16 zur Mannschaft der Shockers.
Bis zum Ende der Saison 2017/18 bestritt er 71 Spiele für Wichita State und stand dabei 69 Mal in der Anfangsformation. Er erzielte Mittelwerte von 12,9 Punkten, 4,1 Korbvorlagen und 3,0 Rebounds pro Einsatz. In seinem Freshman-Jahr 2015/16 hatte Shamet einen Ermüdungsbruch im linken Fuß erlitten und deshalb nur drei Partien absolviert. Ende Juli 2017 hatte sich der Spielmacher die gleiche Verletzung im rechten Fuß zugezogen.
Im Anschluss an sein Junior-Jahr 2017/18, in dem er Wichita State als bester Korbschütze (14,9 Punkte pro Spiel) und Vorlagengeber (5,2 Assists je Begegnung) anführte, entschloss sich Shamet, ins Profilager zu wechseln. Beim Draft-Verfahren der NBA im Juni 2018 wurde er als insgesamt 26. Spieler von den Philadelphia 76ers ausgewählt.
Im Februar 2019 wurde Shamet, zusammen mit Wilson Chandler und Mike Muscala, zu den Los Angeles Clippers transferiert. Im Gegenzug wechselten Tobias Harris, Boban Marjanović und Mike Scott zu den 76ers. Im November 2020 kam Shamet im Rahmen eines Spielertauschs, der drei Mannschaften umfasste, zu den Brooklyn Nets.
Die Phoenix Suns wurden im August 2021 sein neuer Arbeitgeber. Im Juni 2023 gab Phoenix ihn an die Washington Wizards ab. Die Hauptstadtmannschaft strich ihn im Juli 2024 aus dem Aufgebot, nachdem er zuvor in 46 Spielen für Washington im Durchschnitt 7,1 Punkte erzielt hatte. Im Oktober 2024 holten ihn die Westchester Knicks (NBA G-League), im Dezember 2024 erhielt Shamet einen Vertrag von den New York Knicks, kehrte somit in die NBA zurück.

## Karriere-Statistiken

### NBA

#### Hauptrunde
| Saison  | Team                         | GP  | GS | MPG  | FG % | 3P % | FT % | RPG | APG | SPG | BPG | PPG |
| ------- | ---------------------------- | --- | -- | ---- | ---- | ---- | ---- | --- | --- | --- | --- | --- |
| 2018–19 | Philadelphia / L.A. Clippers | 79  | 27 | 22.8 | .431 | .422 | .806 | 1.7 | 1.5 | 0.5 | 0.1 | 9.1 |
| 2019–20 | L.A. Clippers                | 53  | 30 | 27.4 | .404 | .375 | .855 | 1.9 | 1.9 | 0.4 | 0.2 | 9.3 |
| 2020–21 | Brooklyn                     | 61  | 12 | 23.0 | .408 | .387 | .846 | 1.8 | 1.6 | 0.5 | 0.2 | 9.3 |
| 2021–22 | Phoenix                      | 69  | 14 | 20.8 | .394 | .368 | .840 | 1.8 | 1.6 | 0.4 | 0.1 | 8.3 |
| 2022–23 | Phoenix                      | 40  | 9  | 20.2 | .377 | .377 | .882 | 1.7 | 2.3 | 0.7 | 0.1 | 8.7 |
| 2023–24 | Washington                   | 46  | 5  | 15.8 | .431 | .338 | .826 | 1.3 | 1.2 | 0.5 | 0.2 | 7.1 |
| Gesamt  | Gesamt                       | 348 | 97 | 21.9 | .408 | .384 | .840 | 1.7 | 1.6 | 0.5 | 0.2 | 8.7 |

#### Play-offs
| Saison  | Team          | GP | GS | MPG  | FG % | 3P % | FT %  | RPG | APG | SPG | BPG | PPG |
| ------- | ------------- | -- | -- | ---- | ---- | ---- | ----- | --- | --- | --- | --- | --- |
| 2018–19 | L.A. Clippers | 6  | 6  | 29.0 | .342 | .323 | 1.000 | 2.0 | 1.7 | 1.0 | 0.0 | 7.7 |
| 2019–20 | L.A. Clippers | 13 | 0  | 18.7 | .407 | .357 | .714  | 1.7 | 1.3 | 0.5 | 0.2 | 5.2 |
| 2020–21 | Brooklyn      | 12 | 0  | 17.2 | .439 | .385 | .800  | 1.8 | 0.6 | 0.4 | 0.1 | 4.2 |
| 2021–22 | Phoenix       | 12 | 0  | 16.0 | .396 | .346 | .714  | 1.7 | 1.3 | 0.5 | 0.0 | 4.3 |
| 2022–23 | Phoenix       | 10 | 1  | 18.4 | .378 | .379 | .750  | 1.7 | 1.1 | 0.2 | 0.1 | 4.8 |
| Gesamt  | Gesamt        | 53 | 11 | 18.8 | .394 | .357 | .818  | 1.7 | 1.1 | 0.5 | 0.1 | 5.3 |